# Llengua pròpia

Territoris amb llengua pròpia
Autonomies d'Espanya
Andorra

Llengua pròpia és un terme jurídic que al·ludeix, en diferents Estatuts d'autonomia de comunitats autònomes d'Espanya, a llengües que han estat declarades oficials d'aquesta comunitat autònoma juntament amb el castellà, d'acord amb el que estableix l'article tercer de la Constitució espanyola. El mateix terme s'utilitza també en la Llei d'Ordenació de l'Ús de la Llengua Oficial del Principat d'Andorra en relació amb el català, única llengua oficial de l'Estat andorrà.
Històricament, l'afirmació jurídica que la llengua autòctona té caràcter de llengua pròpia és un concepte que arrenca del Estatut de Règim Interior de Catalunya de 25 de maig de 1933, posteriorment va ser reprès, a partir de la Transició espanyola, amb la creació de l'anomenat Estat de les Autonomies. En 1996, el Govern d'Espanya, el Congrés dels Diputats i el Senat, unànimement, es van adherir a la proposta de Declaració Universal dels Drets Lingüístics un text de caràcter institucional signat a Barcelona que estableix que «la denominació llengua pròpia d'un territori fa referència a l'idioma de la comunitat històricament establerta en aquest espai». Aquesta declaració la va signar, entre altres personalitats i organitzacions —també de caràcter lingüístic—, l'Associació Internacional de la Lingüística Aplicada.
El Diccionari de la Reial Acadèmia Espanyola, en la seva veu «llengua morta», fa una referència, des de 1803, a la que «no es parla ja com a llengua pròpia i natural d'un país o nació», malgrat que no existeix una entrada específica per definir el sintagma.

## Origen
El concepte de llengua pròpia es va formular en un text jurídic per primera vegada en l'article tercer de l'Estatut de règim interior de Catalunya, aprovat pel Parlament de Catalunya el 25 de maig de 1933, que en el seu article tercer establia: «La llengua pròpia de Catalunya és la catalana». Va ser utilitzat posteriorment en l'Estatut d'Autonomia de Catalunya de 1979, on s'enuncia que la llengua pròpia de Catalunya és el català El preàmbul de la Llei de Normalització Lingüística catalana de 1983 repeteix aquesta mateixa afirmació afegint genèricament que la llengua pròpia «és una eina natural de comunicació, expressió i símbol d'una unitat cultural amb profundes arrels històriques». El terme, no obstant això, no apareix en la Constitució espanyola de 1978, que defineix al castellà com a «llengua espanyola oficial de l'Estat» i disposa simplement que «les altres llengües espanyoles» siguin «també oficials en les respectives Comunitats Autònomes», sense al·lusió alguna a llengües pròpies diferents de les oficials.
Els estatuts citats consagren l'existència de diverses llengües oficials, de les quals la qualificada com a «pròpia» sol ser aquella llengua d'Espanya diferent del castellà; les excepcions són els règims jurídics de l'aranès a la Vall d'Aran i del castellà a Navarra.
L'Estatut d'autonomia de Catalunya qualifica com a pròpia de la Vall d'Aran la llengua occitana denominada aranès, no el castellà ni el català; mentre que la Llei foral del basc qualifica com a llengües pròpies tant al castellà com al basc.
La Constitució espanyola de 1978 en el seu article 3 estableix que el castellà en l'única llengua oficial de tot l'estat declarant que «Tots els espanyols tenen el deure conèixer i el dret a usar», però s'absté de designar ni al castellà ni a la resta de llengües espanyoles com a llengua pròpia, concepte aquest que només seria introduït en la legislació autonòmica.
Unit al de normalització lingüística, aquest nou concepte va ser bàsic per legitimar el disseny de polítiques de recuperació de la llengua pròpia en el sentit jurídic del terme, que, segons els territoris i la conjuntura política, ha oscil·lat des de la discriminació positiva o l'anomenada immersió lingüística fins al que alguns qualifiquen com a promoció de monolingüisme institucional.

## Tipus de categorització jurídica en el dret lingüístic comparat
En la categorització jurídica de les llengües en els Estats europeus, llengua pròpia té un valor similar al concepte de llengua principal que, en les lleis que regulen les autonomies de les illes Fèroe i Groenlàndia, pertanyents a Dinamarca, fa referència a les llengües originàries de tots dos territoris.

## Presència legislativa
El terme apareix en la pràctica totalitat dels estatuts d'autonomia de les comunitats autònomes espanyoles amb més d'un idioma oficial, així com a la Llei d'ordenació de l'ús de la llengua oficial del Principat d'Andorra.

### Estat espanyol

#### Aragó
La Llei de llengües d'Aragó de 2009 defineix que els idiomes aragonès i català són «llengües pròpies originals i històriques» de la Comunitat Autònoma d'Aragó. Encara que aquesta llei no declara explícitament l'oficialitat d'aquests idiomes, tal com preveia que ho faria la llei de llengües, segons disposava la Llei de patrimoni cultural aragonès de 1999. Per a un dels partits polítics (CHA) que amb el seu vot a favor va permetre l'aprovació d'aquesta llei al parlament aragonès, aquesta llei estableix de facto un règim de cooficialitat a les zones d'utilització històrica predominant i un primer pas per una futura cooficialitat.

#### Catalunya
A l'Estatut d'autonomia de Catalunya de 1979, el català és definit com a llengua pròpia de Catalunya (art. 3.1). A l'Estatut d'autonomia de Catalunya de 2006 se'n manté la denominació (art. 6.1), incloent-hi algunes de les conseqüències jurídiques ja derivades d'aquest estatus des del restabliment de la Generalitat de Catalunya, amb la Llei de Normalització Lingüística de 1983 i la Llei de Política Lingüística de 1998, com són que el català sigui l'idioma d'ús normal i preferent de les Administracions públiques i dels mitjans de comunicació públics de Catalunya, sent també la llengua normalment utilitzada com vehicular i d'aprenentatge en l'ensenyament. En ell es defineix també l'occità com a llengua pròpia de la Vall d'Aran i oficial en tot el territori de Catalunya (art. 6.5).

#### País Valencià
L'Estatut d'autonomia de la Comunitat Valenciana també inclou la definició del valencià (parlat a la Comunitat Valenciana) com a llengua pròpia (art. 6.1). Aquesta definició no es va elevar a rang estatutari fins a la seva reforma en 2006, malgrat que ja l'establia la Llei d'Ús i Ensenyament del Valencià de 1983 (art. 2 i 7.1).

#### Galícia
A l'Estatut d'autonomia de Galícia de 1981 (art. 5.1), així com en la Llei de Normalització Lingüística de 1983, el gallec és definit com a llengua pròpia de Galícia.

#### Illes Balears
En el cas de les Illes Balears, l'actual Estatut d'autonomia estableix en l'article 4.1 que «la llengua catalana, pròpia de les Illes Balears, tindrà, juntament amb la castellana, el caràcter d'idioma oficial».

#### Navarra
A Navarra, la Llei de millorament del fur de 1982 (article 9.2) no reconeix a cap llengua el caràcter de llengua pròpia de Navarra; però la posterior Llei foral del fasc de 1986 atorga el caràcter de llengües pròpies de Navarra tant al castellà com al basc (article 2.1).

#### País Basc
L'Estatut d'autonomia del País Basc de 1979, reconeix el basc com a llengua pròpia del poble basc (art. 6.1). La proposta de reforma de l'Estatut coneguda com a Pla Ibarretxe, mantenia aquest caràcter (art. 8.1).

#### Principat d'Astúries
La Llei d'ús i promoció de l'asturià, aprovada per la Junta General del Principat d'Astúries en 1998, en el seu article primer, reconeix aquesta llengua com a «tradicional» d'Astúries, sense definir-la com a pròpia.

#### Castella i Lleó
L'Estatut d'autonomia de Castella i Lleó estableix que el lleonès serà objecte de protecció per part de les institucions autonòmiques. La seva protecció, ús i promoció seran objecte de regulació. Al seu torn, es recull el respecte i la protecció del gallec. Ambdues no són establertes com a llengües pròpies.

### Andorra
El terme ha transcendit el marc autonòmic espanyol, ja que la Llei d'ordenació de la llengua oficial d'Andorra (desembre de 1999) ho va incorporar en la seva exposició de motius («La llengua catalana és la llengua pròpia del poble andorrà»).

### Dret internacional
La jurista i romanista austríaca Ursula Wurl considera com a precedents jurídics del terme l'al·lusió a l'«idioma propi» o «propi idioma» referit a les minories nacionals (ètniques, religioses o lingüístiques), que es realitza:
— l'any 1960 en l'article 5.1.c de la Convenció relativa a la Lluita contra les Discriminacions en l'Esfera de l'Ensenyament, adoptada en el marc de la UNESCO i subscrita a París el 14 de desembre de 1960.
— l'any 1966, en l'article 27 del Pacte internacional de drets civils i polítics.

## Controvèrsies
No existeix una definició coneguda de llengua pròpia que permeti distingir-la per exemple de llengua vernacla. Solen ser definicions polítiques realitzades ad hoc, com la de Declaració de la Unesco. En termes purament funcionals, l'única cosa que permet distingir la «llengua pròpia» és la capacitat de legitimar polítiques institucionals favorables a les llengües així qualificades. Aquestes polítiques variaran en intensitat en uns llocs o uns altres.
A partir del II Congrés Internacional de la Llengua Catalana (1986) s'ha donat carta de naturalesa al concepte llengua pròpia, com a forma de resoldre el conflicte i recuperar-se de la diglòssia provocada pel procés de castellanització d'Espanya. Es considera que el bilingüisme sempre és una situació transitòria de substitució de la llengua pròpia, per la qual cosa han d'arbitrar-se mesures de discriminació positiva que inverteixin el procés. En general, aquesta ha acabat sent la postura predominant dins de la sociolingüística catalana i es va plasmar en el manifest «Per a un nou estatut social de la llengua catalana» (1997), que va rebre el suport de nombroses figures i que reivindicava «l'oficialitat única» per a la llengua catalana, aportant com a principal argument que és la «llengua pròpia».
Per l'altra banda, el concepte va trobar crítiques des de molt ràpid. La primera crítica pública al concepte de llengua pròpia i a les seves conseqüències probablement va ser el Manifest dels 2.300 (1981). Posteriorment, va haver-hi filòlegs com Gregorio Salvador que es van mostrar també molt crítics. Aquesta mateixa postura l'han compartit alguns filòlegs i periodistes bascos i catalans, com Jon Juaristi Xavier Pericay i Hosta i Ferran Toutain i Gibert, cofundadors, aquests últims, de la plataforma civil Ciutadans de Catalunya, embrió del partit català Ciutadans-Partit de la Ciutadania. La mateixa posició ha donat cos, més recentment, a l'obra de la periodista madrilenya Irene Lozano Domingo i diputada al Congrés dels Diputats d'Espanya pel PSOE. Aquesta mateixa línia crítica comparteix el catedràtic català de Dret Constitucional Francesc de Carreras, també fundador de Ciutadans de Catalunya i proper a C's. Especialment ressenyable per fixar aquestes posicions va ser el Manifest del Foro Babel. Tots ells, amb diversos matisos, han elaborat la crítica al concepte. En general, tots ells coincideixen que l'expressió «llengua pròpia» suggereix als parlants que la seva opció va més enllà de la decisió personal de parlar una llengua o una altra, i que aquesta decisió porta implícita la seva adhesió a un projecte identitari. Sempre segons aquests autors, «llengua pròpia» constituiria una categoria ideològica, no científica, que no tindria consistència empírica fora de l'ideari nacionalista. En l'ús donat a aquest terme en la legislació de la Comunitat Autònoma d'Aragó, tenint en compte el que van manifestar algunes opinions, aquesta denominació podria suposar un subterfugi per a evitar la declaració expressa com a llengua oficial.